# Sayat
Sayat é uma comuna francesa na região administrativa de Auvérnia-Ródano-Alpes, no departamento Puy-de-Dôme. Estende-se por uma área de 8,3 km². Em 2010 a comuna tinha 2 433 habitantes (densidade: 293,1 hab./km²).